# Frederico IV, Duque de Saxe-Gota-Altemburgo
Frederico IV, Duque de Saxe-Gota-Altemburgo (Gota, 28 de Novembro de 1774 – Gota, 11 de Fevereiro de 1825), foi o último duque de Saxe-Gota-Altemburgo.
Era o terceiro filho de Ernesto II, Duque de Saxe-Gota-Altemburgo e da princesa Carlota de Saxe-Meiningen.
Quando o seu irmão mais velho, Augusto morreu sem deixar herdeiros em 1822, Frederico, o único herdeiro masculino sobrevivente da casa herdou o ducado de Saxe-Gota Altemburgo.
Depois de completar o seu treino militar, Frederico lutou nas campanhas Napoleónicas e ficou gravemente ferido. Por causa destes ferimentos, esteve constantemente doente até à sua morte. Por causa da sua doença, viajava frequentemente à procura de uma cura. Durante essas estadias fora do ducado, deixava o governo nas mãos do seu conselheiro secreto, Bernhard August von Lindenau.
Reinou apenas durante três anos e morreu solteiro. Com a sua morte, a linha masculina de Saxe-Gota-Altemburgo ficou extinta e as suas terras foram distribuídas entre os seus parentes da linha Wettin. Ernesto I, Duque de Saxe-Coburg-Saalfeld recebeu Gota, e mudou o seu título para Duque de Saxe-Coburgo-Gota, embora os dois ducados permanecessem tecnicamente separados numa união pessoal. Altemburgo passou a ser governado pelo duque de Saxe-Hildburghausen, cujo ducado foi transferido para Saxe-Meiningen juntamente com Saxe-Saalfeld, que Saxe-Coburgo trocou por Saxe-Gota.

## Genealogia
| Frederico IV, Duque de Saxe-Gota-Altemburgo | Pai: Ernesto II, Duque de Saxe-Gota-Altemburgo | Avô paterno: Frederico III, Duque de Saxe-Gota-Altemburgo | Bisavô paterno: Frederico II, Duque de Saxe-Gota-Altemburgo        |
| Frederico IV, Duque de Saxe-Gota-Altemburgo | Pai: Ernesto II, Duque de Saxe-Gota-Altemburgo | Avô paterno: Frederico III, Duque de Saxe-Gota-Altemburgo | Bisavó paterna: Madalena Augusta de Anhalt-Zerbst                  |
| Frederico IV, Duque de Saxe-Gota-Altemburgo | Pai: Ernesto II, Duque de Saxe-Gota-Altemburgo | Avó paterna: Luísa Doroteia de Saxe-Meiningen             | Bisavô paterno: Ernesto Luís I, Duque de Saxe-Meiningen            |
| Frederico IV, Duque de Saxe-Gota-Altemburgo | Pai: Ernesto II, Duque de Saxe-Gota-Altemburgo | Avó paterna: Luísa Doroteia de Saxe-Meiningen             | Bisavó paterna: Doroteia Maria de Saxe-Gota-Altemburgo (1674–1713) |
| Frederico IV, Duque de Saxe-Gota-Altemburgo | Mãe: Carlota de Saxe-Meiningen                 | Avô materno: António Ulrico, Duque de Saxe-Meiningen      | Bisavô materno: Bernardo I, Duque de Saxe-Meiningen                |
| Frederico IV, Duque de Saxe-Gota-Altemburgo | Mãe: Carlota de Saxe-Meiningen                 | Avô materno: António Ulrico, Duque de Saxe-Meiningen      | Bisavó materna: Isabel Leonor de Brunsvique-Volfembutel            |
| Frederico IV, Duque de Saxe-Gota-Altemburgo | Mãe: Carlota de Saxe-Meiningen                 | Avó materna: Carlota Amália de Hesse-Philippsthal         | Bisavô materno: Carlos I, Conde de Hesse-Philippsthal              |
| Frederico IV, Duque de Saxe-Gota-Altemburgo | Mãe: Carlota de Saxe-Meiningen                 | Avó materna: Carlota Amália de Hesse-Philippsthal         | Bisavó materna: Carolina Cristina de Saxe-Eisenach                 |